# (100741) 1998 DS23
(100741) 1998 DS23 es un asteroide perteneciente al cinturón de asteroides descubierto el 26 de febrero de 1998 por el equipo del Observatorio Astronómico de Farra d'Isonzo desde el Observatorio Astronómico de Farra d'Isonzo, Farra d'Isonzo, Italia.

## Designación y nombre
Designado provisionalmente como 1998 DS23.

## Características orbitales
1998 DS23 está situado a una distancia media del Sol de 2,685 ua, pudiendo alejarse hasta 3,455 ua y acercarse hasta 1,916 ua. Su excentricidad es 0,286 y la inclinación orbital 8,098 grados. Emplea 1607,57 días en completar una órbita alrededor del Sol.

## Características físicas
La magnitud absoluta de 1998 DS23 es 15,6. 